# 호시 고타
호시 고타(일본어: 星 広太, 1992년 7월 27일 ~ )는 일본의 축구 선수이다.

## 구단 경력
그는 2015년부터 J리그의 후쿠시마 유나이티드 FC, SC 사가미하라, 가고시마 유나이티드 FC에서 뛰었다.